# Kristen Schaal
Kristen Schaal (sinh 1978) là một diễn viên điện ảnh, diễn viên lồng tiếng và diễn viên tấu hài, được biết đến nhiều nhất với vai Louise Belcher trong sô diễn Bob's Burgers.
Schaal sinh ra ở Longmont, Colorado, trong một gia đìng Lutheran gốc Hà Lan. Cô lớn lên ở nông trại nuôi gia súc, ở khu vực nông thôn gần Boulder. Cha cô là một công nhân xây dựng và mẹ cô là một thư ký. Schaal cũng có một người anh trai David lớn hơn 3 tuổi. Cô tốt nghiệp Đại học Northwestern, sau đó chuyển tới New York để theo đuổi sự nghiệp phim hài. Năm năm sau vào năm 2005, cô đã có bước đột phá đầu tiên của mình khi cô đã được bầu chọn trong bài viết của tạp chí New York "Mười người New York hài hước nhất mà bạn chưa từng nghe đến."